# Bryan Boerleider
Bryan Boerleider is een Surinaams activist en politicus. Hij is een van de demonstranten van de initiatiefgroep Wij Zijn Moe(dig) en mede-oprichter van het Burgercollectief voor bewustwording samenleving. Sinds 2018 is hij mede-oprichter en politieke leider van de Partij voor Recht en Ontwikkeling (PRO).

## Biografie

### Achtergrond
Boerleider studeerde af aan het Polytechnic College Suriname en was tijdens zijn studie bestuurslid van de studentencommissie. Daarnaast heeft hij een eigen bedrijf als bouwkundig tekenaar. Tijdens zijn studie waren hij en zijn vrouw lid van de politieke partij Democratie en Ontwikkeling in Eenheid (DOE). Zij trouwden in 2013.
Boerleider was rond 2014 voorzitter van Jong DOE en in aanloop naar de verkiezingen van 2015 lid van de verkiezingsvoorbereidingscommissie van de partij. Daarna nam zijn partij deel aan de coalitie van president Bouterse, maar kwam in 2016 buiten de coalitie te staan toen partijleider Carl Breeveld weigerde een zelfdienende politieke houding aan te nemen.

### Anti-regeringsprotesten
Rond 2015/2016, nog ver voordat zijn partij afstand nam van de regering, was hij betrokken bij de anti-regeringprotesten die Curtis Hofwijks en Stephano Biervliet in november 2015 waren begonnen onder de naam Wij Zijn Moe, ook wel geschreven als Wij Zijn Moe-dig.

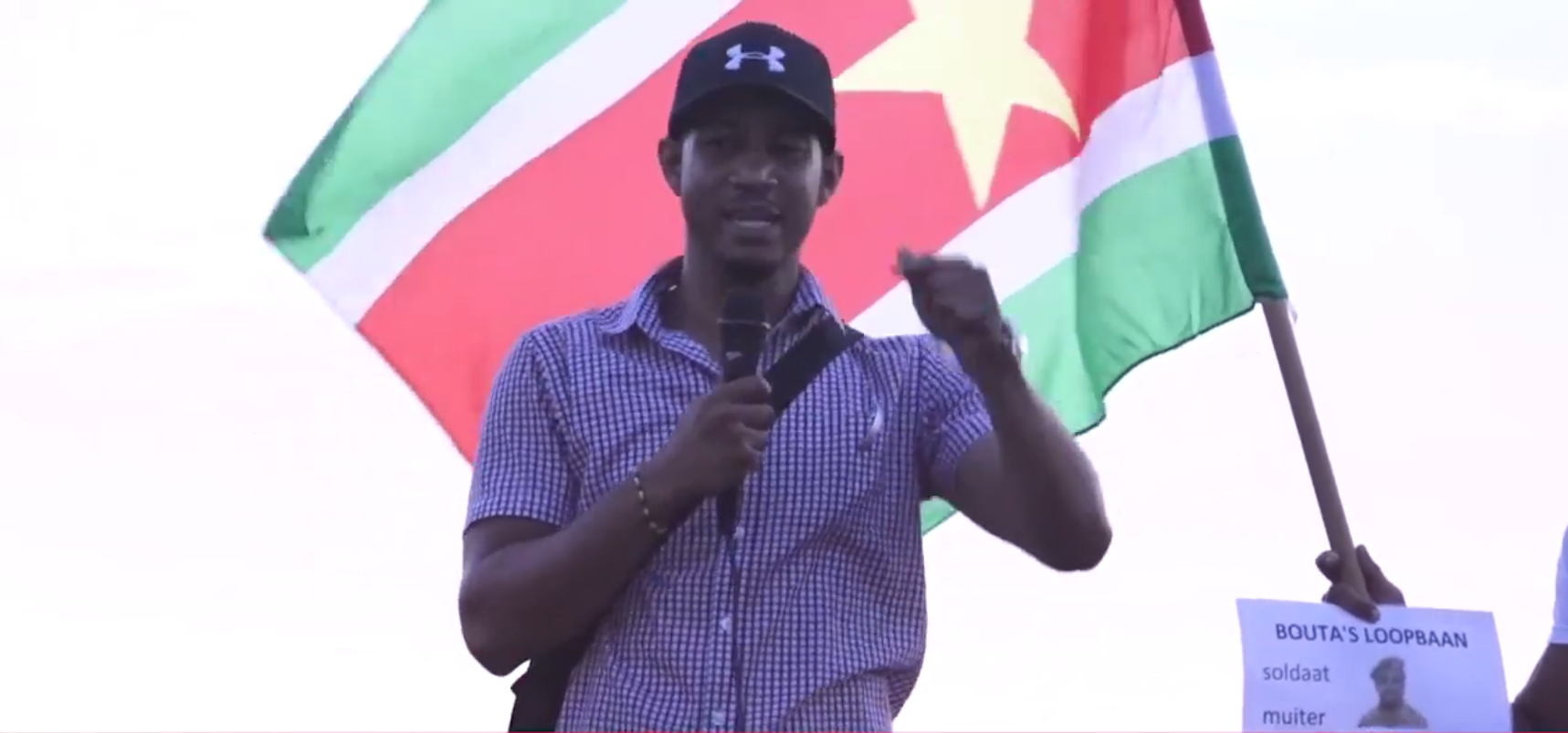
Toespraak van Boerleider, 2016

Op 5 augustus deed het Burgercollectief van zich spreken als een verzameling van organisaties. Toen hielden demonstranten een stil protest van het Monument van de Mensenrechten bij de Amerikaanse ambassade naar het gerechtsgebouw, waar steun betuigd werd aan Sunil Oemrawsingh. Oemrawsingh is voorzitter van de Stichting 8 december 1982. Ruim een maand later, op 22 september, proclameerde Boerleider het "Burgercollectief voor bewustwording samenleving". Het collectief wil een vuist vormen tegen de politiek-economische situatie in het land die volgens het collectief veroorzaakt is door de zittende regering.
Op 6 april 2017 werd een gezamenlijke demonstratie gehouden op het Onafhankelijkheidsplein, waar naast vakbonden ook allerlei bedrijven aan deelnamen. Politiecommissaris Inderpal Jangbahadoer schatte de opkomst op 7.000 mensen. Op 18 april werd een spontane, vreedzame demonstratie verstoord toen er politie en een zwaar bewapende, in sommige gevallen gemaskerde Mobiele Eenheid op af was gestuurd. Hierbij werden Boerleider, Hofwijks, vakbondsleider Wilgo Valies en een burger opgepakt. Hofwijks en Valies werden kort daarna vrijgelaten en Boerleider de volgende dag. De protesten tegen de hoge brandstofprijzen, verarming en criminaliteit werden ook daarna weer gehouden, met als deelnemende organisaties het Burgercollectief, AKMOS, BPMO, BvL-ALS, C-47, FAL en PWO. In juni 2017 kondigde Boerleider aan dat het Burgercollectief en Wij Zijn Moe(dig) de straatprotesten voorlopig opschortten omdat de focus verlegd werd naar het kweken van bewustwording in de samenleving.

### Partij voor Recht en Ontwikkeling
In maart 2018 werd de Partij voor Recht en Ontwikkeling (PRO) opgericht door onder meer een aantal leden van de groep Wij Zijn Moe(dig), waaronder Boerleider. Hij, Hofwijks en Joan Nibte treden voor de partij naar voren politieke leiders. De partij wist tijdens de verkiezingen echter geen zetels te behalen.